# Відпустка у зв'язку з менструацією
Відпустка у зв'язку з менструацією (менструальна відпустка) — це можливість узяти оплачувану або неоплачувану, додаткову чи в складі основної відпустку в зв'язку з менструальним циклом, якщо перебіг менструації (як-от дисменорея, ПМС чи ПМДР) суттєво погіршує самопочуття працівниці. Практика наразі офіційно впроваджена в Іспанії та існує ще ряді країн (Японія, Тайвань, Індонезія), а також впроваджена як корпоративна політика в різних компаніях (наприклад, Nike).
У дискусіях про глобальний добробут жінок функцію менструальної відпустки порівнюють з декретною відпусткою та вважають її засобом покращення здоров'я жінок, частиною репродуктивних прав та прекурсором гендерної рівності. При цьому неадекватне впровадження менструальних відпусток може сприяти дискримінації жінок.

## Контекст
Найпоширеніший розлад менструального циклу — дисменорея (болісні менструації), вражає, за різними оцінками, від 50 % до 90 % підліток і жінок репродуктивного віку. При цьому до 90 % жінок продовжують повсякденне функціонування під час менструації. Опитування в Норвегії показало, що 14 % жінок від 20 до 35 років мають настільки серйозні симптоми, що залишаються вдома, не відвідуючи школу або роботу. Серед підліток дисменорея є основною причиною повторюваних короткочасних пропусків навчання в школі.
Серед інших менструальних розладів, що погіршують якість життя, передменструальний синдром, фізичні та психічні симптоми якого можуть тривати у частині випадків до двох тижнів на місяць. До 80 % жінок репродуктивного віку повідомляють про наявність деяких із симптомів, які кваліфікуються як ПМС у 20-30 % жінок та є важкими у 3-9 %.
Передменструальний дисфоричний розлад (ПМДР) — важка форма передменструального синдрому, що призводить до інвалідності (1,8—8 % жінок з менструальним циклом).
Менструальний психоз є важким психічним розладом, проте зустрічається украй рідко (зафіксовано 3 підтверджені і 30 ймовірних випадків).

## Виклики
Оскільки менструальність є суспільно табуйованою, існує стигма, пов'язана з менструальною відпусткою. Необхідність повідомляти менеджерам-чоловікам про менструальну відпустку може служити значним фактором дистресу для жінок, вихованих у культурі тлумачення менструації як брудного та соромітного процесу. В різних країнах менструальна відпустка поки що характеризується невисоким рівнем сприйняття.
На думку Рейчел Левітт і Джессіки Бернек-Тавларіс, використання менструальної відпустки у колективах, де поширений сексизм, може увічнити гендерні стереотипи щодо жінок. Жінок-працівниць можуть сприймати менш здібними та ефективними за чоловіків, що може призвести до подальшої дискримінації жінок.
Як і декретні відпустки, відпустки з догляду за дітьми та будь-які інші відпустки, менструальні відпустки зменшують загальний робочий час жінок, що позначається на їх кар'єрному відставанні та розриві у заробітній платі і може сприяти дискримінації жінок.
Іншим ризиком зловживання менструальною відпусткою без проведення відповідної просвіти вказують сприяння медикалізації менструації (замість дослідження менструальних розладів та усунення їх причин) та жіночого організму загалом (див. Істерія).
Менструальна відпустка як мінімум один раз в історії (у Росії 1920-х) використовувалась для інституційного репродуктивного тиску: щоб стимулювати народжуваність у країні після втрат Першої світової війни.
Противниці та противники менструальної відпустки сприймають її не тільки як дискримінацію жінок (ефективність яких ставиться під сумнів), але і як дискримінацію чоловіків (яким такої відпустки не надається). Однією з пропозицій є надання додаткових медичних відпусток також і чоловікам.

## Як державна політика
Менструальна відпустка офіційно існує у деяких країнах. Крім того, індивідуальні компанії можуть запроваджувати її на рівні політик компанії навіть без національного законодавства.

### Іспанія
Станом на 2023 Іспанія була єдиною країною з національною менструальною відпусткою. З лютого 2023 року Іспанія надає від 3 до 5 днів на місяць оплачуваної відпустки у зв'язку з менструальним циклом.

### Японія
У 1920-х японські профспілки почали вимагати відпустки (seiri kyuka) для своїх робітниць. Починаючи з 1947 року, стаття 68 Закону про трудові норми говорить: «Якщо жінка, для якої робота під час менструального періоду була б особливо важкою, звернулася з проханням про відпустку, роботодавець не повинен приймати на роботу таку жінку в дні менструального періоду». Хоча японський закон вимагає, щоб жінка, яка переживає особливо важку менструацію, мала право взяти відпустку, він не вимагає від компаній надання оплачуваної відпустки або додаткової оплати для жінок, які вирішили працювати під час менструації. Тривають дискусії щодо того, чи це медична необхідність, чи дискримінаційний захід.

### Росія
Менструальна відпустка була введена в деяких секторах праці в Росії для захисту репродуктивної функції робітниць під час швидкої індустріалізації. Фізичні навантаження можуть впливати на менструальний цикл, що ставить під загрозу народжуваність на національному рівні[джерело?]. На момент впровадження (1922 рік) Росія зазнавала втрат населення внаслідок Першої світової війни та громадянських війн, тому стимулювалося дітонародження. У 1927 році ця політика була скасована через її роль у посиленні дискримінації жінок.
2013 року у Росії запропонували законопроєкт, за яким жінки отримували 2 додаткові дні відпустки на місяць під час менструації. Однак законопроєкт не прийняли.

### Південна Корея
У Південній Кореї працівниці мають право на менструальну відпустку згідно зі статтею 71 Закону про трудові стандарти, і їм забезпечується додаткова оплата, якщо вони не беруть менструальної відпустки, на яку мають право.

### Тайвань
У Тайвані Закон про гендерну рівність у сфері зайнятості дає жінкам 3 дні «менструальної відпустки» на рік, яка не буде врахована до 30 днів «загальної відпустки через хворобу», даючи жінкам до 33 днів «медичної відпустки» на рік. Ці додаткові три дні не оплачуються наполовину, якщо працівниця перевищує встановлені 30 днів.

### Індонезія
В Індонезії, відповідно до Закону про працю № 13 від 2003 року, жінки мають право на 2 дні менструальної відпустки на місяць, хоча це не додаткова відпустка.

### Замбія
У Замбії станом на 2015 рік жінки мали законне право на вихідний щомісяця відповідно до політики відпустки через менструальний цикл, відомий як «День матері». Якщо працівниці відмовлено в цьому праві, вона могла по праву притягнути до відповідальності свого роботодавця.

## Пропозиції до законодавств
- Уряд Філіппін розглядав законопроєкт 4888, відомий як Закон про відпустку через менструацію 2008 року, ініційований представником Альянсу сільських проблем (ARC). Законопроєкт мав надати обов'язкову менструальну відпустку всім приватним і державним службовицям, за винятком вагітних і в період менопаузи, з половиною оплати[37].

- Пропозиція італійського парламенту запровадити політику менструальної відпустки у 2017 році викликала дискусію в Європі про те, як здоров'я менструального циклу впливає на працюючих жінок. Законопроєкт мав би запровадити політику для компаній пропонувати 3 дні оплачуваної відпустки для жінок, які страждають від сильних менструальних болів; політика не була введена в дію[3].

## Як корпоративна політика
Coexist, громадська фірма Брістоля, запровадила «політику менструацій», щоб надати жінкам більше гнучкості та більш здорове робоче середовище. Сподіваючись зруйнувати менструальні табу, Coexist стала першою компанією у Сполученому Королівстві, яка запровадила цю політику.
Широко повідомлялося про те, що компанія Nike підтримує менструальну відпустку скрізь, де вона працює, але ця інформація не відповідає дійсності — Nike дотримується місцевого трудового законодавства.
У Гонконзі, хоча уряд ще не прийняв жодного закону щодо менструальної відпустки, Університет Гонконгу планував запропонувати менструальну відпустку для всіх студенток і співробітниць, починаючи з нового навчального 2015 року, коли оголосили про приєднання до проєкту HeforShe. За ним студентці мало бути зараховано відвідування, якщо вона подала заяву на щомісячну менструальну відпустку, не будучи присутньою на будь-яких лекціях, заняттях чи інших уроках під час відпустки. Також вона могла б перенести свій іспит, якщо її менструальна відпустка збігається з датою іспиту, у той час як працівниця може користуватися оплачуваною менструальною відпусткою щомісяця.
Школа для дівчат у південноіндійському штаті Керала надавала своїм ученицям менструальну відпустку ще в 1912 році.

## Виноски
1. ↑  Іспанія законодавчо запровадила «менструальну відпустку». Укрінформ. 17.02.2023. Процитовано 06.02.2024.
2. ↑  Вероніка Прохоренко (19.02.23). Іспанкам дозволять брати відпустку через "проблемні" місячні. УНІАН. Процитовано 06.02.2024.
3. 1 2 3 4 5 6 7 8  King S. (2021) Menstrual Leave: Good Intention, Poor Solution. In: Hassard J., Torres L.D. (eds) Aligning Perspectives in Gender Mainstreaming. Aligning Perspectives on Health, Safety and Well-Being. Springer, Cham. doi:10.1007/978-3-030-53269-7_9 «The code's reference to menstrual leave was misinterpreted by the media as meaning 'all female NIKE employees are entitled to paid time off work for menstruation' (e.g. Shipley, 2016).»
4. 1 2 3 4 5 6  Chapter 43: Addressing Menstruation in the Workplace: The Menstrual Leave Debate. The Palgrave Handbook of Critical Menstruation Studies. Palgrave Macmillan. 2020. doi:10.1007/978-981-15-0614-7_43. ISBN 978-981-15-0614-7. PMID 33347190.
5. ↑  Policy Brief: Women and Menstruation in the EU. Eurohealth (брит.). 7 березня 2018. Процитовано 26 березня 2019.
6. ↑  Khan, Khalid; Champaneria, Rita; Latthe, Pallavi (15 лютого 2012). Dysmenorrhea. American Family Physician (англ.). 85 (4): 386—387. ISSN 0002-838X.
7. ↑  McKenna KA, Fogleman CD (August 2021). Dysmenorrhea. Am Fam Physician (англ.). 104 (2): 164—170. PMID 34383437.
8. ↑  Dysmenorrhea and Endometriosis in the Adolescent. ACOG (англ.). American College of Obstetricians and Gynecologists. 20 листопада 2018. Архів оригіналу за 22 листопада 2018. Процитовано 21 листопада 2018.
9. ↑  American College of Obstetricians and Gynecologists (Jan 2015). FAQ046 Dynsmenorrhea: Painful Periods (PDF) (англ.). Архів (PDF) оригіналу за 27 червня 2015. Процитовано 26 червня 2015.
10. ↑  Mozon: Sykemelder seg på grunn av menssmerter (англ.). Mozon. 25 жовтня 2004. Архів оригіналу за 17 березня 2007. Процитовано 2 лютого 2007.
11. ↑  French L (2008). Dysmenorrhea in adolescents: diagnosis and treatment. Paediatric Drugs. 10 (1): 1—7. doi:10.2165/00148581-200810010-00001. PMID 18162003.
12. ↑  Кулаков В. И. Клинические рекомендации. Акушерство и гинекология. Выпуск 2. — Москва: ГЭОТАР-Медиа, 2008. — С. 368—377. — 543 с. — 3000 екз.
13. ↑  Татарчук Т. Ф., Сольский Я. П. Эндокринная гинекология. — Киев: Заповгг, 2003. — С. 111—146. — 300 с. — ISBN 966-7272-48-6.
14. ↑  Biggs, WS; Demuth, RH (15 October 2011). «Premenstrual syndrome and premenstrual dysphoric disorder». American Family Physician. 84 (8): 918–24. PMID 22010771.
15. ↑  Rapkin, AJ; Lewis, EI (November 2013). Treatment of premenstrual dysphoric disorder. Womens Health (Lond Engl). 9 (6): 537—56. doi:10.2217/whe.13.62. PMID 24161307.
16. ↑  Diagnostic and Statistical Manual of Mental Disorders (вид. 5th). Arlington, VA: American Psychiatric Association. 2013. с. 625.4. Code: 625.4 (N94.3)
17. ↑  Brockington I. Menstrual psychosis. World Psychiatry. 2005;4:9–17.
18. ↑  Iuliano, Sarah (4 серпня 2013). Menstrual leave: delightful or discriminatory?. 5 August 2013. Lip Magazine. Архів оригіналу за 27 березня 2019. Процитовано 3 січня 2014.
19. ↑  Price, Catherine (11 жовтня 2006). Should women get paid menstruation leave?. Salon. Процитовано 3 січня 2014.
20. ↑  Italy debates paid 'menstrual leave' but experts warn it could increase gender bias at work. Global News.
21. ↑  Julia Hollingsworth. Should women be entitled to period leave? These countries think so. CNN. Процитовано 22 листопада 2020.
22. 1 2  Masih, Niha (17 лютого 2023). Need time off work for period pain? These countries offer 'menstrual leave.'. Washington Post. Процитовано 24 лютого 2023.
23. ↑  International Labour Organization. National Labour Law Profile: Japan.
24. ↑  asianfoodworker. Comparison of the Japanese Laws and Model CBA of UI ZENSEN on Maternity Protection (PDF). Архів оригіналу (PDF) за 26 червня 2007. Процитовано 13 червня 2011.
25. ↑  JSTOR (1995). Japan's 1986 Equal Employment Opportunity Law and the Changing Discourse on Gender. Signs. 20 (2): 268—302. doi:10.1086/494975. JSTOR 3174950.
26. ↑  Matchar, Emily (16 травня 2014). Should Paid 'Menstrual Leave' Be a Thing?. The Atlantic.
27. ↑  Lampen, Claire. Can 'period leave' ever work?. www.bbc.com.
28. ↑  Ilic, Melanie (1994-01). Soviet women workers and menstruation: A research note on labour protection in the 1920s and 1930s. Europe-Asia Studies (англ.). 46 (8): 1409—1415. doi:10.1080/09668139408412236. ISSN 0966-8136.
29. ↑  Owoseje, Toyin (31 липня 2013). Menstruation Leave: Russian Lawmaker Proposes Paid Days Off For Women Employees on Period. International Business Times. Процитовано 3 січня 2014.
30. ↑  Will Worley (4 January 2017). The country where all women get a day off because of their period. The Independent. [2019-01-05].
31. ↑  International Labour Organization. National Labour Law Profile: Japan.
32. ↑  joongangdaily. Once again, court orders menstrual leave payout.
33. ↑  Law Source Retrieving System Labor Laws And Regulations-Act of Gender Equality in Employment（103.12.11）. laws.mol.gov.tw. Процитовано 12 вересня 2022.
34. ↑  The China Post. Gender equality in employment act revised.
35. ↑  Govt. of Indonesia. Labour Act. Архів оригіналу за 4 жовтня 2011.
36. ↑  The country where all women get time off for being on their period. The Independent (англ.). 4 січня 2017. Архів оригіналу за 12 травня 2022. Процитовано 31 березня 2019.
37. ↑  Maila Ager (18 серпня 2008). Mandatory menstruation leave measure filed in House. Inquirer.net. Процитовано 16 червня 2011.
38. ↑  A company is giving its female staff 'period leave'. The Independent (англ.). 1 березня 2016. Архів оригіналу за 12 травня 2022. Процитовано 31 березня 2019.
39. 1 2  HKU як перший світовий університет запускає HeForShe на кампусі. Ініціатива ООН щодо гендерного балансу
40. ↑  «A Kerala School Granted Period Leave 105 Years Ago». NDTV. 20 August 2017. Retrieved 20 August 2017.